# Phialoselanospora elegans
Phialoselanospora elegans är en svampart som beskrevs av Udaiyan 1992. Phialoselanospora elegans ingår i släktet Phialoselanospora, divisionen sporsäcksvampar och riket svampar.   Inga underarter finns listade i Catalogue of Life.